# Maurice Cohen (juriste)
Pour les articles homonymes, voir Maurice Cohen et Cohen.
Maurice Cohen, né le 15 mars 1927 à Tunis et mort le 3 septembre 2012 à Paris, est un juriste français. Il fait partie des grands auteurs du droit du travail, plus spécifiquement en matière de relations collectives.
Directeur de la Revue pratique de droit social (RPDS), il est surtout connu pour son Droit des comités d'entreprise et des comités de groupe, ouvrage de référence en la matière.

## Ouvrages

### Ouvrages personnels ou dirigés par Maurice Cohen
- Le statut des délégués du personnel et des membres du comité d'entreprise, Paris, LGDJ, 1964, 679 p.
- Le statut des représentants du personnel après la loi du 18 juin 1966, Paris, LGDJ, 1967, 229 p.
- La dynamique commerciale : application aux produits industriels, Paris, coll. « La vie de l'entreprise », 1969
- Le droit des comités d'entreprise[3], 2e édition, Paris, Librairie générale de droit et de jurisprudence, 1977, 996 p. (ouvrage réédité périodiquement par la suite).
- Le droit des comités d'entreprise et des comités de groupe, 8e édition, LGDJ, 2005, 1248 p. (ouvrage régulièrement réédité).

### Contributions
- Jean-Pierre Leroy, Le droit des sociétés : fonctionnement et contrôle de la gestion des sociétés commerciales, introduction de Maurice Cohen, Paris, La Vie ouvrière, 1985.

## Articles
- « Le bilan social de l'année 1968 » (dir.), Paris, 1969, Revue pratique de droit social.
- « L'unicité de la présidence du comité d'entreprise », Droit social, 1er juillet 1993, p. 653-655[4].
- « La constitution et le fonctionnement des comités de groupe »,Revue pratique de droit social,n° 462, octobre 1983, p. 273-304.
- « La dévolution des biens des comités en l'absence de fermeture définitive de l'entreprise », Droit ouvrier, 1er novembre 1993, p. 397-403.
- « La règle de la majorité aux séances des comités d'entreprise », Droit ouvrier, 1er août 1993, p. 284-285.
- « Les heures de délégation des représentants du personnel conventionnels », Droit social, 1er juillet 1993, p. 656-657[5].
- « Le comité de groupe et les sociétés étrangères », Droit social, 1er janvier 1995, p. 40-42[6].
- « L'application des nouvelles dispositions relatives à la représentation du personnel », Droit social, 1er février 1994, p. 147-153.
- « La réduction "négociée" des avantages des salariés », Droit social, 1er janvier 1996, p. 18-19.
- « Les demandes de rappel de la subvention de 0, 2 % pour le fonctionnement du comité d'entreprise », Droit ouvrier, 1er avril 1995, p. 159-162.
- « Les investigations de l'expert comptable du comité d'entreprise dans les groupes de sociétés », Droit ouvrier, 1er février 1995, p. 66-67.
- « Ressources des comités d'entreprise, les retombées de l'arrêt Bar Loforge de 1989 », Droit social, 1er juillet 1996, p. 690-696.
- « La constitution irrégulière du comité d'entreprise dans une société de 14 salariés », Droit ouvrier, 1er mai 1996, p. 182-183.
- « Fonctionnement de l'institution des délégués du personnel, le refus d'organiser les réunions mensuelles des délégués du personnel est constitutif du délit d'entrave », Droit ouvrier, 1er mai 1996, p. 203.
- « La nouvelle jurisprudence sur la contribution patronale aux activités sociales et culturelles », Droit ouvrier, 1er novembre 1997, p. 444-446.
- « La subvention de fonctionnement des comités d'entreprise de la Sécurité Sociale », Droit ouvrier, 1er août 1997, p. 309-313.
- « Les ressources des comités d'entreprise en cas de baisse des effectifs après l'arrêt du premier avril 1997 », Droit ouvrier, 1er mai 1997, p. 195-197.
- « Les effets du procès-verbal d'un inspecteur du travail », Droit social, 1er mai 1997, p. 456-459.
- « Les droits des salariés protégés en cas de changement d'employeur », Droit social, 1er mars 1997, p. 263-269.
- « La consultation du comité d'entreprise avant la conclusion d'un accord collectif », RJS (Revue de Jurisprudence Sociale), 1er juin 1998, p. 435-439.
- « Les syndicats peuvent demander à l'employeur une copie de la liste électorale », Droit ouvrier, 1er avril 1998, p. 155-158.
- « Comités d'entreprise », Droit ouvrier, 1er novembre 1999, p. 453.
- Cour de cassation, Chambre sociale, 2 mars 1999, École nationale des professions du commerce et de la maintenance de l'automobile (GARAC), Bulletin 1999 V n° 92 p. 67, commentaire, Droit ouvrier, 1er juillet 1999, p. 288.
- « Les deux procédures de consultation du comité d'entreprise en cas de restructuration avec licenciements », 'Droit social, 1er juin 1999, p. 591-592.
- « Le financement des activités sociales et culturelles des comités d'entreprise », Droit social, 1er mai 1999, p. 490-496.
- « Comités d'entreprise. Usage. Taux de la contribution patronale aux activités sociales et culturelles. Application de l'article R 432-11, 2e alinéa du Code du travail », Droit social, 1er novembre 2000, p. 1039-1041.
- Cour de cassation, Chambre Sociale, 16 octobre 2001, pourvoi numéro 00-60.203, Syndicat CGT-FO des personnels de nettoyage contre Artenis propreté, Bulletin 2001 V n° 322 p. 259, note sous arrêt, Droit social, 1er décembre 2001, p. 1128.
- Cour de cassation, Chambre Sociale, 10 juillet 2001, pourvoi numéro 99-19.588, Arrêt numéro 3621, Sociétés Soratech, Polyspace, Modyn et Prodyn contre comité interentreprise et autres, Bulletin 2001 V N° 259 p. 207, note sous arrêt, Droit social, 1er novembre 2001, p. 1014-1016.
- « Les attributions des comités d'entreprise votées le 13 juin 2001 », Semaine sociale Lamy, 2 juillet 2001, p. 6-9.
- « Le président du comité d'entreprise participe-t-il à l'élection du secrétaire de ce comité ? »,Droit social, n°1, janvier 2001, p. 29-32
- Cour de cassation, Chambre sociale, 12 juin 2002, Leroux et autres contre Generali France assurances et autres, pourvoi numéro 01-60.617, Bulletin 2002 V n° 203 p. 197,note sous arrêt, Droit social, 1er décembre 2002, p. 1161-1163.
- Tribunal de grande instance (TGI), onzième Chambre correctionnelle, 13 février 2002, ministère public contre Levet, Saulnier, Jousseau et autres, commentaire de décision, Droit social, 1er novembre 2002, p. 1019-1021.
- Cour de Cassation, Chambre sociale, 22 mai 2002, Madame Lopez-Royer contre Caisse Régionale Crédit Agricole ( CRCAM ) de Lorraine, numéro 795, pourvoi numéro 99-43.990, Bulletin 2002 V N° 174 p. 173,Droit social, 1er novembre 2002, p. 1026-1027.
- Comités d'entreprise, Droit ouvrier, 1er mai 2002, p. 202-204.
- « Les attributions économiques des comités d'entreprise depuis la loi sur les régulations économiques », Droit ouvrier, 1er février 2002, p. 55-58.
- Cour de cassation, Chambre sociale, 17 septembre 2003, Société Cegelec Nord et Est contre Comité d'établissement Cegelec agence Littoral Nord, pourvoi numéro 01-11.532,Bulletin 2003 V n° 236 p. 245 note sous arrêt, Droit social, 1er décembre 2003, p. 1135-1136.
- « Élections professionnelles », Droit ouvrier, 1er novembre 2003, p. 492-493.
- Cour de cassation, Chambre sociale, 13 mai 2003, Union nationale des syndicats des agents du Crédit agricole mutuel ( SUD-CAM ) contre Fédération nationale du Crédit agricole et autres, pourvoi numéro 00-19.035, Bulletin 2003 V N° 165 p. 160, note sous arrêt, Droit social, 1er novembre 2003, p. 1030-1031.
- Cour de cassation, chambre criminelle, 11 février 2003, Dufau, président de la société IBM France, Antoine et Janin, directeurs, pourvoi numéro 01-88.650, Bulletin criminel 2003 n° 31 p. 119, Droit social, 1er septembre 2003, p. 897-898.
- Cour de cassation, Chambre sociale, 14 janvier 2003, Euridep contre CCE UES Kalon, pourvoi numéro 01-10.239, Bulletin 2003 V n° 5 p. 5, note sous arrêt, Droit ouvrier, 1er avril 2003, p. 152.
- « La loi du 3 janvier 2003 et les comités d'entreprise », Droit social, 1er mars 2003, p.271-275.
- « Les délocalisations et les comités d'entreprise », Semaine sociale Lamy, 13 décembre 2004, p. 5-10[7].
- « Protection des représentants du personnel », Droit ouvrier, 1er septembre 2004, p. 437-438.
- Cour de cassation, Chambre sociale, 12 novembre 2003, Comité d'établissement de la Banque Scalbert-Dupont contre Banque Scalbert-Dupont, pourvoi n° 02-10.610, Bulletin 2003 V n° 280 p. 283 note sous arrêt, Droit social, 1er février 2004, p. 220-222.
- « La rédaction des procès-verbaux des réunions du comité d'entreprise », Chron., Revue de jurisprudence sociale (RJS), 1er février 2004, p. 107-109.
- « La raréfaction organisée des élections des représentants du personnel », Droit Social, 1er décembre 2005, p. 1157-1159[8].
- « Comités d'entreprise, note sous arrêt », Droit ouvrier, 1er avril 2005, p. 177-178[9].
- « Le fonctionnement du comité d'entreprise et les licenciements économiques après la loi du 18 janvier 2005 », Droit social, 1er avril 2005, p. 394-398[10].
- Cour de cassation, Chambre sociale, 24 novembre 2004, UGSFO Vivendi et filiales contre Compagnie générale des Eaux et autres, Bulletin 2004 V n° 298 p. 269, note sous arrêt, Droit social, 1er mars 2005, p. 350-351.
- Cour de cassation, Chambre sociale, 13 octobre 2004, Établissement Champion de Saint-Jean-de-Maurienne, pourvoi n° 03-60227, inédit note sous arrêt, Droit social, 1er mars 2005, p. 351-352.
- Cour de cassation, Chambre sociale, 30 novembre 2004, Comité d'entreprise Kodak contre Société Kodak industrie, Bulletin 2004 V n° 311 p. 280, pourvoi n° 02-13837, note sous arrêt, Droit social, 1er mars 2005, p. 352-353.
- « Recours à une expertise "libre" par le Comité d'entreprise et droit à l'information de l'institution », Cour d'appel de Versailles (14e chambre), 28 juin 2006, Droit ouvrier, février 2007, p. 85 - note sous arrêt.
- « Suspension par le juge des référés d’un transfert d’activités en raison du défaut de consultation du CHSCT », Droit ouvrier mars 2006, p. 130 - note sous Cass. Soc, 12 juillet 2005, inédit